# 탕준상
탕준상(陳俊翔, 2003년 8월 13일 ~ )은 대한민국의 배우이다. 8세 때 뮤지컬 빌리 엘리어트로 데뷔 후 뮤지컬과 스크린을 넘나들며 활동 중이다. 대표작으로 뮤지컬 엘리자벳, 레미제라블, 영화 7년의 밤, 영주, 나랏말싸미, 사랑의 불시착, 라켓소년단 등이 있다.

## 출연작

### 영화
| 연도   | 제목                 | 역할        | 비고          |
| ------ | -------------------- | ----------- | ------------- |
| 2016년 | 오빠생각             | 춘식        |               |
| 2017년 | 입하                 | 소년        |               |
| 2018년 | 7년의 밤             | 어린 최서원 | 고경표 아역   |
| 2018년 | 영주                 | 영인        |               |
| 2019년 | 생일                 | 우찬        |               |
| 2019년 | 나랏말싸미           | 학조        |               |
| 2021년 | 언프레임드           | 학생        | 블루 해피니스 |
| 2022년 | 이상한 나라의 수학자 | 태연        |               |
| 2022년 | 오마주               | 보람        |               |
| 2024년 | 도그데이즈           | 진우        |               |
| 2024년 | 설계자               | 점만        |               |
| 2024년 | 원더랜드             |             |               |

### 드라마
| 연도   | 방송사     | 제목                                | 역할        | 비고        |
| ------ | ---------- | ----------------------------------- | ----------- | ----------- |
| 2014년 | EBS        | 플루토 비밀결사대                   | 이서진      |             |
| 2014년 | KBS2       | 일편단심 민들레                     | 어린 서준호 | 이은형 아역 |
| 2015년 | EBS        | 할매는 내 동생                      | 호야        |             |
| 2018년 | tvN        | 시를 잊은 그대에게                  | 규민        |             |
| 2019년 | tvN        | 사랑의 불시착                       | 금은동      |             |
| 2021년 | Netflix    | 무브 투 헤븐: 나는 유품정리사입니다 | 한그루      |             |
| 2021년 | SBS        | 라켓소년단                          | 윤해강      |             |
| 2024년 | KBS2       | 드라마 스페셜 - 사관은 논한다       | 남여강      |             |
| 2025년 | 쿠팡플레이 | 뉴토피아                            | 삼수생      |             |
| 2025년 | MBC        | 노무사 노무진                       | 보살        |             |

### 뮤지컬
- 《테슬라: 천재들의 게임》 - 마이클 역
- 《킹키부츠》 - 어린 롤라 역
- 《서편제》 - 어린 동호 역
- 《레미제라블》 - 가브로쉬 역
- 《어쌔신》 - 빌리 역
- 《엘리자벳》 - 어린 루돌프 역
- 《명성황후》 - 세자 역
- 《모차르트!》- 아마데 모차르트 역
- 《빌리 엘리어트》 - 스몰보이 역

### 연극
- 《햄릿 - 더 플레이》 - 어린 햄릿 역

## 수상 및 후보
| 연도   | 시상식                   | 부문                   | 작품                                           | 결과 |
| ------ | ------------------------ | ---------------------- | ---------------------------------------------- | ---- |
| 2021년 | SBS 연기대상             | 남자 청소년연기상      | 라켓소년단                                     | 수상 |
| 2022년 | 제58회 백상예술대상      | TV부문 남자 신인연기상 | 라켓소년단                                     | 후보 |
| 2022년 | 제8회 에이판 스타 어워즈 | 남자 신인상            | 라켓소년단 무브 투 헤븐: 나는 유품정리사입니다 | 수상 |
| 2024   | KBS 연기대상             | 남자 드라마스페셜상    | KBS 드라마 스페셜 - 사관은 논한다              | 후보 |